# جاناتان پیل
جاناتان پیل (انگلیسی: Jonathan Peel; ۱۲ اکتبر ۱۷۹۹ – ۱۳ فوریهٔ ۱۸۷۹) نظامی و سیاست‌مدار اهل پادشاهی متحد بریتانیای کبیر و ایرلند بود.